# Stillwell (groupe)
Pour les articles homonymes, voir Stillwell.
Stillwell, anciennement Capital Q, est un groupe de hard rock américain, originaire de  Bakersfield, en Californie, et Brooklyn, à New York. Il est formé en 2005 par le rappeur Anthony « Q-Unique » Quiles du groupe Arsonists, Reginald « Fieldy » Arvizu le bassiste de Korn, et le batteur Noah « Wuv » Bernardo de P.O.D. et le bassiste Pablo « Spider » Silva. 
Le groupe sort deux albums, un premier le 10 mai 2011 nommé Dirtbag avec The End Records et un second le 13 novembre 2015 nommé Raise It Up avec lelabel Rat Pak Records. Il enregistre aussi un EP, Surrounded by Liars, sorti le 21 novembre 2011.

## Origine du nom
L'origine du nom StillWell provient d’une avenue de Brooklyn du même nom. Au départ Q-Unique, qui est né dans le quartier de Brooklyn, voulait l'appeler Stillwell Ave., mais il trouvait que StillWell tout court était plus accrocheur. 
Le nom du groupe est directement lié à la vie de Q. En effet, elle l'a beaucoup marqué dans son enfance. Il raconte que les gens qui y habitaient étaient connus pour leurs activités illégales et mafieuses. Mais ce qu'il trouvait vraiment intéressant dans cette avenue, c’était qu'en la traversant on passait d’un quartier dur avec des maisons en mauvais état, à un quartier résidentiel avec de belles maisons familiales. D’un point de vue artistique, il aimait bien cette séparation brutale entre ces deux quartiers totalement différents, l’un rude et sombre et l’autre calme et lumineux. 

## Biographie

### Formation
C’est en 2005 que commence la formation de Stillwell. Entre deux tournées de Korn, Fieldy est contacté par un ami lui suggérant de produire un morceau avec le rappeur Anthony « Q-Unique » Quiles, connu à l’époque sous le pseudonyme Capital Q. Le bassiste de Korn prend donc contact avec ce dernier et il se lance, à distance, dans la composition d’une chanson débouchant sur la sortie du morceau Killing Myself to Live. Le binôme s’est ensuite enquit d’un batteur et d’un bassiste afin de former un groupe complet. Pablo Silva et de Noah Bernardo intègre alors ensuite le groupe, le premier à la basse et le second à la batterie, faisant ainsi de Fieldy le guitariste de la formation. 
Cette place de Fieldy en tant que guitariste au sein du groupe a été une grosse surprise pour ceux qui le connaissaient déjà dans Korn. Il a déclaré dans une interview que les gens ont énormément de mal à se faire à cette idée. Disant qu’il a pourtant commencé par jouer de la guitare avant la basse. De même, il expliquait, en 2010, qu’il jouait à l’époque plus guitare que de basse. C’est en se demandant ce que les chansons donneraient s’il jouait de la guitare qu’il a décidé d’en jouer dans Stillwell. 

### Dirtbag
La sortie de leur premier album, Dirtbag, est repoussée à plusieurs reprises et il faut attendre le 10 mai 2011 pour qu’il soit disponible. Le résultat est assez surprenant en comparaison aux sons qui avaient été diffusés bien avant sur YouTube. Selon Sputnikmusic, la musique est bien plus rock et Q unique ne rappe pas mais chante. On note aussi que l’accordage est classique et la guitare plus présente.
Stillwell fait l’ouverture pour Disturbed et Korn sur une partie de la tournée Music As A Weapon V en 2011.

### Surrounded by Liars
Le 21 novembre 2011, Stillwell sort l’EP Surrounded by Liars. On y retrouve les morceaux, Surrounded by Liars, Trepidation, I Can't Be Stopped, Hate To Say i Told You So et Cyclone, déjà présents sur l’album Dirtbag, dans une nouvelle version ainsi que leur premier morceau Killing Myself To Live.

### Raise It Up
Au début de 2014, le groupe se réunit pour faire une démo de certains morceaux et redéfinir leur son, ce qu’ils finissent à la fin de l’année. Stillwell sort son album intitulé Raise It Up le 13 novembre 2015, qui contient des chansons dont Mess I Made et Raise It Up. 
Avec ce deuxième album, le groupe souhaite mettre la barre plus haut que pour leur premier, c’est pour cela qu’ils ont contacté le producteur Chris Collier pour les aider dans sa création. Q-Unique déclare à son sujet qu’il a eu une grande influence sur son travail au niveau vocal et que cela à tout changé pour lui. Wuv estime que leur objectif a été atteint et qu’entre cet album et le premier on peut dire que leurs compositions sont plus matures et mieux écrites autant pour la musique que les paroles.

## Style musical
En 2015, StillWell décrit son style musical comme du « street rock and roll », du rock and roll mais en plus lourd,. William Ruhlmann de Allmusic décrit le style du groupe comme étant essentiellement du hard rock, avec quelques pistes qui vont vers la funk et le hip-hop.

## Membres actuels
- Anthony « Q-Unique » Quiles - chant
- Reginald « Fieldy » Arvizu - guitare
- Noah « Wuv » Bernardo - batterie
- Pablo « Spider » Silva - basse

## Discographie

### Albums studio
- 2010 : Dirtbag
- 2015 : Raise It Up

### EP
- 2010 : Surrounded by Liars

### Clips
- 2011 : You Can't Stop Me
- 2011 : Surrounded by Liars
- 2015 : Mess I Made
- 2015 : Raise It Up